# Арон Соловонюк
Аарон Соловонюк (21 листопада 1974, Стрітсвіл, Онтаріо, Канада) — барабанщик канадського гурту Billy Talent.

## Біографія
Народився і виріс в Стрітсвілі. Соловонюк почав грати на барабанах у молодому віці, першу ударну установку йому подарували батьки. Його батько народився в Україні.
Навчався в Католицькій школі святої Богородиці, де разом друзями Бенжаміном Ковалевичем та Джоном Галлантом заснували свій перший гурт «To Each His Own». Згодом хлопці познайомилися із ще одним майбутнім учасником гурту Іеном Ді'Есеєм, який на той час грав у «Dragon Flower». Вчотирьох вони створили гурт під назвою «The Other One», а потім переіменували в «Pezz».
Після того, як закінчив школу, отримав сертифікат на роботу та влаштувався працівником на виробничій лінії заводу Chrysler. Продовжуючи грати в «Pezz», разом з хлопцями записав дві демо-касети, а також перший альбом гурту під назвою Watoosh!. Згодом гурт було переіменовано з «Pezz» на «Billy Talent».
У березні 2006 року оголосив, що хворий на розсіяний склероз. Його боротьбі з хворобою гурт присвятив пісню, яку назвав «This Is How It Goes». З того часу він присвячує багато часу та зусиль для боротьби з хворобою по всьому світу. 2006 року допоміг організувати концерт на День подарунків, в якому взяли участь Billy Talent, Moneen та Alexisonfire. Виступ пройшов в Оперному театрі Торонто, а всі доходив від заходу були перераховані Канадському фонду по боротьбі з розсіяним склерозом.
2 лютого 2012 року йому зробили операцію на відкритому серці. Він написав лист своїм шанувальникам через Facebook, повідомивши їх про це 17 лютого.
15 січня 2016 року Аарон пояснив у своєму відео, що не гратиме на барабанах на п'ятому студійному альбомі через рецидив розсіяного склерозу. Натомість на платівці гратиме Джордан Гастінгс з Alexisonfire.
Одружений, виховує двох дітей — доньку Віллоу та сина Ніко.